# Juliana Alzate
Yuliana Gelmis Alzate Pérez (ur. 5 września 1982) – kolumbijska zapaśniczka w stylu wolnym. Zajęła trzynaste miejsce w mistrzostwach świata w 2007. Piąta na igrzyskach panamerykańskich w 2007 i czwarta na mistrzostwach w 2011. Brązowa medalistka igrzysk boliwaryjskich w 2009 roku.